# Guido da Pisa
Pour les articles homonymes, voir Guido de Pise.
Guido da Pisa (Pise, seconde moitié du XIIIe  milieu du XIVe siècle) était un frère carmélite et un écrivain italien actif au XIVe siècle. 

## Biographie

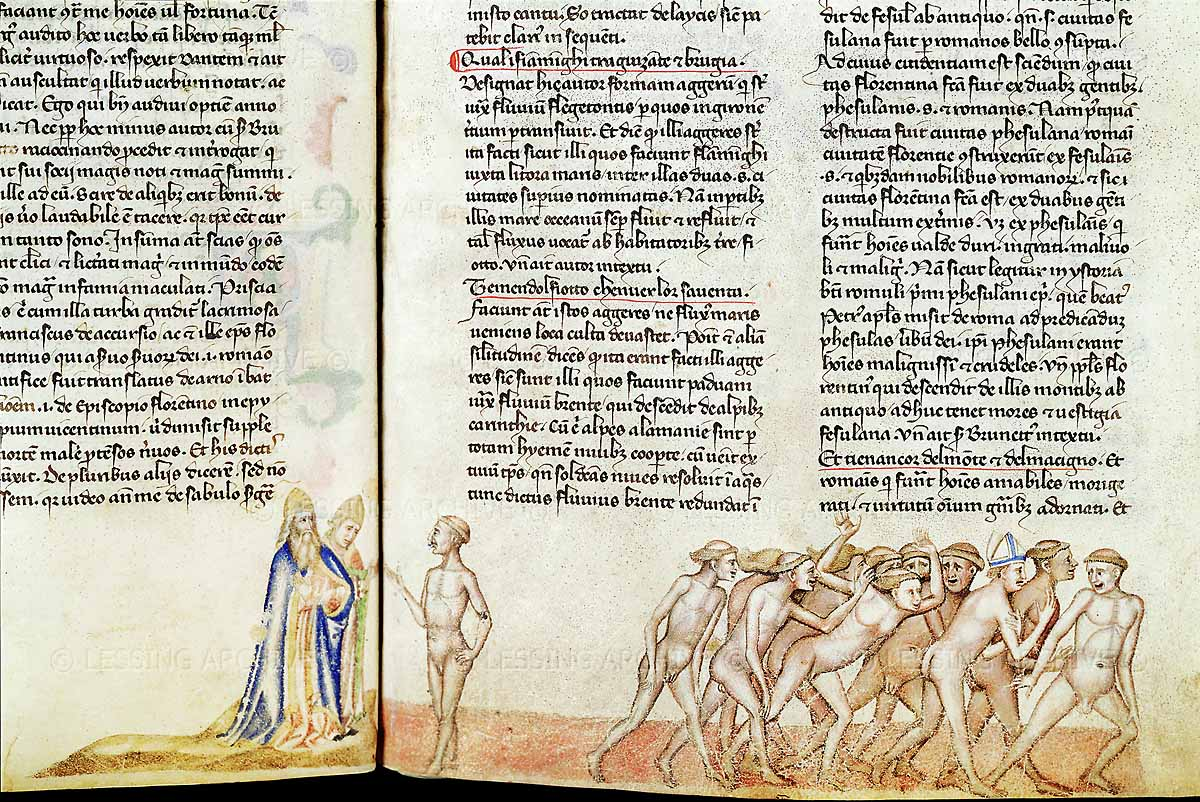
Les Sadomites, illustration sur manuscrit, Expositiones et glose all'Inferno di Dante.

On sait très peu de choses sur lui : il se définit lui-même comme « oriundus » de Pise, commentant l'invective de Dante contre la ville toscane, définie par le poète comme  novella Tebe, tandis que dans son commentaire sur la mort de Conradin, il indique son enterrement à Naples  où se trouve le siège de notre ordre du Carmel, témoignant de son statut de frère carmélite. Des documents notariés de Pise  attestent l'existence en 1332 de « fra Guido de l'ordre de Santa Maria del Carmelo à Pise » et en 1339 d'un « frater Guido pisanus de ordine sancte Marie de Carmelo  ».
Dans le codex 597 de Chantilly, conservé au Musée Condé de Paris, le seul, avec le codex 31.918 du British Museum, à contenir intégralement ses Expositiones et glose all'Inferno di Dante, datées de 1335-1340, l'auteur est défini comme Fratrem Guidonem Pisanum, Ordinis Beate Marie de Monte Carmeli. L'enlumineur du codex, le giottesque Francesco Traini, le représente comme un vieil homme occupé à écrire, puis en train de remettre le manuscrit au noble génois Luciano Spinola, son élève et consul pisan à Gênes, à qui l'œuvre est en fait dédiée. Pour cette raison également, on a émis l'hypothèse que Guido était très attaché à Gênes : dans les Expositiones, l'invective de Dante envers Gênes n'est pas commentée .
Quant à son nom de famille, aucun élément décisif ne permet de l'identifier. Le testament de 1326 de Dea di Albisello Boni, rédigé dans les archives du couvent augustin de San Nicola à Pise, mentionne ses neveux Fra Bandino, un augustin, et Fra Guido, un carmelite. Une autre association entre un Carmélite fra Guidone et un Franciscain fra Bandino del Bono se trouve dans le testament d'un Lemmo di Bartolomeo Panevino de 1335, qui les nomme comme ses héritiers ; encore un fra Guido di Bono Vestiti, mais sans indication de l'Ordre auquel il appartenait, est mentionné dans des documents de 1327

## Œuvres
- Fiore d'Italia, édité par Luigi Muzzi, Bologne, Turchi 1824
- Declaratio super comediam Dantis, édition critique sous la direction de Francesco Mazzoni, Florence, Società Dantesca Italiana 1970.
- Expositiones et glose super Comediam Dantis, édité par Michele Rinaldi, Edizione Nazionale dei Commenti danteschi, vol. 5, thome 2, Salerno Editrice, novembre 2013.